# Papeži
Papeži – wieś w Słowenii, w gminie Osilnica. W 2018 roku liczyła 20 mieszkańców.